# Janet Maslin
Janet Reva Maslin (* 12. August 1949 in New York City) ist eine US-amerikanische Film-, Literaturkritikerin und Journalistin.

## Leben
Janet Reva Maslin wurde als Tochter eines Immobilienmaklers und einer Lehrerin geboren. Nach ihrem Studium an der University of Rochester, wo sie einen Bachelor in Mathematik erhielt, begann sie ihre Karriere als Journalistin beim Boston Phoenix und dem Rolling Stone, wo sie Musikkritiken schrieb. Zur New York Times wechselte sie 1977, wo sie fortan Filmkritiken schrieb. Ab 1993 übernahm sie die Leitung der Filmredaktion von Vincent Canby. 1999 trat sie aus dieser Funktion zurück.
Ihr Lieblingsfilm ist Lawrence von Arabien und ihr Lieblingsregisseur ist Alfred Hitchcock.
Nach ihrer Ehe mit dem Musikproduzenten Jon Landau heiratete Maslin am 24. Dezember 1981 den Schriftsteller Benjamin Cheever. Aktuell lebt sie mit ihm und den beiden Söhnen in Pleasantville (New York).

## Veröffentlichungen
- The New York times guide to the best 1000 movies ever made, Time Books 1999